# 中山路村
中山路村（なかさんじむら）は、和歌山県日高郡にあった村。現在の田辺市龍神村柳瀬・龍神村安井にあたる。

## 地理
- 山岳：虎ヶ峰
- 河川：日高川

## 歴史

### 村名の由来
豪族の山地玉置氏、それにちなんだ江戸時代の山地組の中部だったことによる。

### 沿革
- 1889年（明治22年）4月1日 - 町村制の施行により、柳瀬村・安井村の区域をもって発足。
- 1955年（昭和29年）3月1日 - 龍神村・上山路村・下山路村と合併し、改めて龍神村が発足。同日中山路村廃止。